# Янко Павлов
Янко Павлов е български художник и скулптор. Работи в областта на малката и монументалната пластика, портретната карикатура, гротескния портрет и сатиричната пластика.

## Биография и творчество
Янко Павлов е роден на 23 октомври 1888 в Панагюрище, в семейство на свещеник.
През Балканската война е доброволец в Македоно-одринското опълчение, в Инженерно-техническа част.
От 1914 до 1925 следва Скулптура в Художествената академия при проф. Марин Василев. Следващите 10 години работи като скулптор към Министерство на народната просвета. От 1937 до 1946 е учител по изобразително изкуство в София. След това става доцент в Архитектурния факултет към ВИАС.
Янко Павлов е първият и единствен скулптор между двете световни войни в България, който работи изключително в областта на сатиричния портрет. След Втората световна война той обръща поглед към скулптурната карикатура. Облекло, поведение и типажи се сливат в общото влияние, което произведенията му оказват върху зрителя. Наричан е „Елин Пелин на скулптурата“
Янко Павлов умира на 16 юни 1974 г.

## По-известни творби
- Скулптурната композиция „Войнишки дълг“, посветена на световните войни, се намира в колекцията на Националния военноисторически музей. Скулптурната група „Селски фактори“ (1939), в която са показани като обобщени типажи Попът, Даскалът и Кметът, се намира в Национална художествена галерия.
- Янко Павлов е автор и на скулптурни паметници: на Панайот Волов, и други наши революционери, и на паметник, посветен на Първото велико народно събрание в местността Оборище (1928).
- Паметник на Стамен Панчев в Ботевград.

- Паметна плоча на Янко Павлов в Исторически музей Панагюрище
- Паметникът в местността Оборище
- Паметникът на Стамен Панчев